# Barbara Engelke
Barbara Engelke (* 1959) ist eine deutsche Drehbuchautorin.

## Leben
Barbara Engelke startete ihre Tätigkeit zunächst als Produktionssekretärin, wurde dann Scriptgirl und arbeitet anschließend als Regieassistentin. Sie wurde Anfang der 1990er-Jahre in die Seriennachwuchsförderung des ZDF aufgenommen.
Nach ersten kleineren Aufträgen konzipierte sie 1992 das Konzept zu der Serie Der Bergdoktor und schrieb auch dafür Drehbücher. Sie war auch Drehbuchautorin von mehreren Folgen von Lutz & Hardy, Dr. Sommerfeld – Neues vom Bülowbogen, Der Ferienarzt, Das Traumschiff und Kreuzfahrt ins Glück. Im Tal der wilden Rosen wurde von ihr konzipiert und sie schrieb auch die Drehbücher zu der erfolgreichen Serie. Zudem schrieb sie für viele Fernsehfilme das Drehbuch.

## Filmografie (Auswahl)
- 1990: Ein Fall für zwei (Fernsehserie, Folge Vaterliebe)
- 1992: Der Bergdoktor (Fernsehserie, Folgen Die Hexe und Sabina)
- 1993: Rosamunde Pilcher: Stürmische Begegnung
- 1994: Lutz & Hardy (Fernsehserie)
- 1994: Rosamunde Pilcher: Karussell des Lebens
- 1995: Rosamunde Pilcher: Wechselspiel der Liebe
- 1995: Rosamunde Pilcher: Wolken am Horizont
- 1996: Rosamunde Pilcher: Schneesturm im Frühling
- 1995: Snow in April
- 1999: Rivalinnen der Liebe (Fernsehfilm)
- 1999–2004: Dr. Sommerfeld – Neues vom Bülowbogen (Fernsehserie, 7 Folgen)
- 2001: Wilder Kaiser (Fernsehserie, Folgen Der Verdacht und Der Wolf)
- 2002: Verliebt auf Bermuda (Fernsehfilm)
- 2003: Claras Schatz (Fernsehfilm)
- 2004–2006: Der Ferienarzt (Fernsehserie, 3 Folgen)
- 2005: Endloser Horizont (Fernsehfilm)
- 2006: Im Tal der wilden Rosen: Was das Herz befiehlt
- 2006: Im Tal der wilden Rosen: Verzicht aus Liebe
- 2006: Im Tal der wilden Rosen: Bis ans Ende der Welt
- 2007: Im Tal der wilden Rosen: Herz im Wind
- 2010: Emilie Richards – Zeit der Vergebung
- 2010: Die grünen Hügel von Wales (Fernsehfilm)
- 2010: Das Traumschiff: Indian Summer (Fernsehreihe)
- 2011: Emilie Richards – Sehnsucht nach Sandy Bay
- 2012: Das Traumschiff: Bali
- 2013–2023: Kreuzfahrt ins Glück (Fernsehserie, 8 Folgen)
- 2021: Das Traumschiff: Schweden